# علی‌آباد سرتنگ
علی‌آباد سرتنگ، روستایی در دهستان بیضا بخش مرکزی شهرستان بیضا در استان فارس ایران است.

## جمعیت
بر پایه سرشماری عمومی نفوس و مسکن در سال ۱۳۹۵، جمعیت این روستا برابر با ۵۰۲ نفر (۱۵۴ خانوار) بوده است.